# Fuduntu
Fuduntu fue un sistema operativo creado por Andrew Wyatt. Utilizaba un núcleo Linux, y su origen estaba basado en Fedora, pero llegó a ser totalmente independiente.
El nombre trata de demostrar que estaba en un punto intermedio entre Fedora y Ubuntu, aunque no tenía nada que ver con esta última.
Era un sistema operativo optimizado para equipos portátiles, netbooks, notebooks y también para equipos de escritorio, y mantuvo una línea de propósito general en la informática.

## Características
Fuduntu era una distribución Rolling release, por lo que no era necesario reinstalar la distribución completa o actualizarla en su totalidad, ya que sus versiones eran solo de actualizaciones de paquetes; esto quiere decir que se podía instalar la primera versión de Fuduntu y actualizar el sistema normalmente, y en pocos minutos contar con las características de la última versión de todas las aplicaciones instaladas.
Originalmente Fuduntu tenía como objetivo los netbook, por lo que contienía de serie muchas mejoras en la eficiencia de consumo e incorpora el applet de manejo de energía Jupiter, desarrollado también por Andrew Wyatt.
Por defecto se incluían las aplicaciones Nautilus Elementary, Adobe Flash, Fluendo MP3 Codec, VLC, Infinality Freetype, Google Docs, Gmail, Nano, el editor de texto, Dropbox, Banshee; y desde los repositorios se podían agregar las últimas versiones de LibreOffice, Gimp y una larga lista de aplicaciones completas y en su versión estable. También se podían habilitar los repositorios de testado para instalar las versiones inestables de las aplicaciones.

## Estilos y diseño
La distribución utilizó el entorno de escritorio GNOME 2, con varios temas e iconos. El tema por defecto se llama «Faenza Cuppertino». Utilizaba los iconos cuadrados de «Faenza Icons». Incorporaba además el tema «Elementary». El dock que se utilizaba también estaba retocado para mejorar más aún la imagen del escritorio.

## Fin del proyecto
El 14 de abril de 2013 se decidió que Fuduntu no seguiría adelante y no se presentarían versiones nuevas. Gran parte del equipo planeaba trabajar en un sistema operativo nuevo basado en otro ya existente, con un nombre distinto.
El 28 de abril de 2013 el sitio oficial de Fuduntu informaba de que el proyecto había llegado a su fin y sugirió a los usuarios cambiar al nuevo proyecto Cloverleaf Linux basado en openSUSE. Pero el 25 de septiembre, el equipo de desarrollo decidió terminar también con Cloverleaf debido a que surgieron varios problemas, entre ellos, la falta de colaboradores.

## Versiones lanzadas
Todos los lanzamientos de Fuduntu:
| Año-Mes-Día de publicación | Numeración/Nomenclatura (Oficial) |
| -------------------------- | --------------------------------- |
| 2010-11-07                 | 14.0.8                            |
| 2010-11-25                 | 14.5                              |
| 2010-12-06                 | 14.6                              |
| 2010-12-10                 | 14.7                              |
| 2010-12-18                 | 14.7-2                            |
| 2010-12-21                 | 14.7-3                            |
| 2011-01-05                 | 14.7-7                            |
| 2011-01-07                 | 14.8                              |
| 2011-01-16                 | 14.8-2                            |
| 2011-01-23                 | 14.8-3                            |
| 2011-01-29                 | 14.8-4                            |
| 2011-03-11                 | 14.9                              |
| 2011-06-18                 | 14.10                             |
| 2011-07-04                 | 14.10.1                           |
| 2011-09-20                 | 14.11                             |
| 2011-11-07                 | 14.12                             |
| 2012-01-10                 | 2012.1                            |
| 2012-04-01                 | 2012.2                            |
| 2012-07-02                 | 2012.3                            |
| 2012-10-01                 | 2012.4                            |
| 2013-01-04                 | 2013.1                            |
| 2013-03-29                 | 2013.2                            |

## Aplicaciones instaladas/en repositorios
| Aplicaciones en repositorios e instaladas | Versión actual |
| ----------------------------------------- | -------------- |
| Chromium (navegador web)                  | 21.0.1180      |
| Firefox                                   | 15             |
| Pidgin                                    | 2.10.4         |
| Dropbox                                   | 1.4.3          |
| LibreOffice                               | 3.6.1.2        |
| Skype                                     | 4.0.0          |
| VLC                                       | 2.0.1          |
| Banshee                                   | 2.2.1          |
| Brasero                                   | 2.32.0         |
| Cheese                                    | 2.32.0         |
| Gimp                                      | 2.8.2          |
| Inkscape                                  | 0.48.2         |
| Shotwell                                  | 0.11.2         |
| Dia                                       | 0.97.2         |
| Blender                                   | 2.49b          |
| Gnome                                     | 2.32.0         |
| Nautilus Elementary                       | 2.32.2         |
| Gedit                                     | 2.30.4         |
| Kernel                                    | 3.4.10         |
| Terminal de Gnome                         | 2.32.0         |
| Jupiter                                   | 0.1.6          |
| VirtualBox                                | 4.1.16         |
| Wine                                      | 1.4.1          |
| GCC                                       | 4.6.3          |
| Déja Dup                                  | 16.1.1         |